# 隼也ウィラサクレック
隼也 ウィラサクレック（じゅんや ウィラサクレック、1997年9月12日 - ）は、日本の男性キックボクサー。東京都東大和市出身。WSRフェアテックスジム所属。現WPMF日本バンタム級王座。アマチュア時代には那須川天心に日本人で唯一の黒星をつけた。

## 来歴
2013年6月16日、プロデビュー。M-1ジュニアでは、二階級制覇を達成。WPMFの日本王座も獲得した。

## 獲得タイトル
- WPMF日本バンタム級王座
- WPMF日本フライ級王者